# Sofia Hvenfelt
Sofia Hvenfelt, född 23 april 1996 i Sankt Pauli församling, Göteborg, är en svensk handbollsspelare. Hon är högerhänt och spelar mittsexa i anfall, och i mittförsvaret.

## Karriär
Sofia Hvenfelt kommer från en idrottsfamilj: hennes mor, Liselotte Hvenfelt (då Boström), spelade för IK Sävehof och var med och tog SM-guld 1993, medan fadern, Thomas Hvenfelt (då Andersson), spelade fotboll i IFK Göteborg på 1990-talet. Själv började hon spela handboll i Nödinge SK. Hon spelade först vänsternia, men när hon 2012, som A-flicka, gick till Önnereds HK skolades hon om till mittsexa.
Hvenfelt stannade i Önnereds HK till 2016, då hon började spela för H65 Höör. Redan under hennes första säsong tog H65 hem SM-guldet genom att sensationellt ha besegrat IK Sävehof med 27–25 i Malmö Arena. Även 2017/2018 blev en bra säsong för H65 Höör, med gruppspel i EHF-cupen och final i SM-slutspelet. Finalen förlorade H65 med uddamålet mot Sävehof. Hvenfelt utsågs till Årets komet i SHE 2018 och årets försvarare i SHE:s All Star Team 2018. Efter säsongen 2020 blev hon proffs i København Håndbold. Efter tre år i Köpenhamn bytte hon klubb till tyska SG BBM Bietigheim. I klubblaget gjorde hon en bra säsong då klubben nådde final i EHF Champions League, där det dock blev en klar förlust mot ungerska Győri ETO KC.

## Landslagskarriär
Sofia Hvenfelt spelade i ungdomslandslagen mellan 2013 och 2016 och var med i det U17-landslag som tog EM-guld 2013. Hon fortsatte sedan i U20-landslaget, med vilket hon tog brons i EM 2015.
2018 blev Hvenfelt uttagen till damlandslaget för EM-kvalmatcher mot Serbien. Hon togs sedan ut till VM 2023, där hon gjorde mästerskapsdebut. Hon togs även ut till OS 2024 i Paris, men råkade i den första matchen ut för en knäskada med ett uttänjt ledband i knäet och ersattes i truppen av Olivia Löfqvist.

## Individuella utmärkelser
- Årets komet 2018[11]